# 蓝潟湖 (冰岛)
蓝潟湖也称蓝湖，是冰岛一处著名的地热温泉。蓝潟湖位於冰岛西南部雷恰角半岛的格林达维克，距凯夫拉维克国际机场13公里，距首都雷克雅未克39公里。蓝潟湖由部分火山熔岩形成，水温约37–39 °C。此地为人造温泉，使用的是Svartsengi地热发电厂钻井引出并冷却的地下水。湖水富含硅、硫等矿物质。是著名的旅游胜地。